# Комуністична робітнича партія (Шотландія)
Комуністична робітнича партія — невелика комуністична партія в Шотландії. Партія була створена у вересні 1920 року шотландським робітничим комітетом і шотландською частиною британської комуністичної партії (CP(BSTI)), деякими членами Соціалістичної робітничої партії (SLP) і різними місцевими комуністичними групами.
Під впливом Макліна Джона, партія спочатку була названа Шотландською комуністичною партією. Тим не менш, на установчій конференції, на якій Маклін не був присутній, партію перейменували в Комуністичну робітничу партію. Комуністична робітнича партія пізніше приєдналась до CPGB, поряд з іншою частиною CP(BSTI) у січні 1921 року.